# Frieda Hughes
Frieda Hughes (Londra, 1º aprile 1960) è una poetessa e pittrice britannica naturalizzata australiana.
Ha pubblicato diversi libri per bambini e due raccolte di poesie.

## Biografia
Frieda Hughes è la prima figlia di Sylvia Plath e Ted Hughes, entrambi poeti. Aveva appena tre anni quando sua madre si suicidò e dovette imparare a gestire la sua funesta fama. La sua opera quindi riflette frequentemente il culto generato dalla poesia della stessa e si è servita delle proprie poesie per criticare i cineasti e i «peanut eaters, entertained at my mother's death» ("mangiatori di arachidi, intrattenuti dalla morte di mia madre"). Nel 2003, in particolare, ha scritto una poesia intitolata My Mother, nella quale attacca un film prodotto dalla BBC, accusando i cineasti di cercare di fare di Sylvia Plath un prodotto commerciale.
Frieda Hughes si è sempre opposta agli adattamenti romanzati della vita dei suoi genitori, rifiutando sistematicamente di collaborare con i cineasti ed i biografi e negando loro il permesso di utilizzare le poesie di Sylvia Plath nei film. Dopo la morte di suo padre, Ted Hughes, nel 1998, si è lanciata in una battaglia giuridica contro la seconda moglie di questo, Carol, con l'intento di ottenere il controllo della sua eredità letteraria.
Trasferitasi a Perth, in Australia, nel 1988 e più tardi a Wooroloo, una piccola città ad est di Perth, nel 1991, ha ottenuto la cittadinanza australiana nel 1992. Tuttavia, dopo la morte di suo padre, vive a Londra con suo marito, il pittore di origine ungherese Laszlo Lukacs.

## Carriera
Per ciò che concerne la pittura, Frieda Hughes si è diplomata alla St. Martin's School of Art a Londra nel 1988. Ha tenuto molte esposizioni in Australia, negli Stati Uniti e nel Regno Unito, dove le sue pitture a olio sono state ricompensate da un premio della Royal Academy of Arts di Londra.
È anche scrittrice ed illustratrice di letteratura infantile. I suoi scritti sono stati pubblicati in riviste come The New Yorker, Paris Review e London Magazine.
Le sue opere costituiscono un'esplorazione poetica delle relazioni umane e della natura. La sua prima raccolta di poesie, Wooroloo, è stata pubblicata nel 1997 da un importante editore britannico. La seconda, Waxworks, è apparsa nel 2003.

## Opere
- Wooroloo, 1997
- Waxworks, 2003

Traduzioni in italiano
- La mia vita con George. Ricordo di una gazza, traduzione di Massimo Ferraris, Roma, Elliot, 2024, ISBN 978-88-9276-352-4